# Infinite Challenge
Infinite Challenge (Hangul: 무한도전; Hanja: 無限挑戰; RR: Muhan Dojeon; abreviado como 무도 Mudo) é um programa de televisão sul-coreano, distribuído e exibido pela MBC. Ele foi descrito como o "programa de variedades da nação" e o "primeiro programa de variedades real da Coreia", devido ter sido bem sucedido por mais de dez anos. É exibido todos os sábados no mesmo horário desde sua primeira exibição em 2005, e seus episódios são frequentemente reexibidos em canais de televisão a cabo coreanos.

## Formato
Infinite Challenge é conhecido como o primeiro "programa de variedades real" da história da televisão coreana. Ele é gravado em grande parte sem roteiro e segue um formato semelhante ao de programas baseados em desafios de realidade, tornando-se familiar ao público ocidental. Os desafios são muitas vezes tolos, absurdos e impossíveis de alcançar, então o programa assume o aspecto de um programa de variedades de comédia satírica ao invés de seguir um formato de realidade padrão ou de competição. Seu elenco e equipe de produção, proclamaram no passado que, a fim de se atingir seus objetivos de comédia, o programa era nomeado como 3-D: Dirty, Dangerous and Difficult (em português: Sujo, Perigoso e Difícil).

### Infinite Challenge Music Festival
Iniciou-se a partir de 2007, tendo como o primeiro vencedor Haha com a canção "The Story of a Short Kid (키작은 꼬마 이야기)". Seu objetivo é de gerar uma competição entre os participantes, onde o elenco colabora com músicos reais. Essas colaborações são apresentadas no Infinite Challenge Music Festival realizada a cada dois anos.
| Ano  | Festival                                                  | Time                                                            | Canção | Resultado      |
| ---- | --------------------------------------------------------- | --------------------------------------------------------------- | --- | -------------- |
| 2009 | Olympic Expressway Music Festival (올림픽대로 듀엣가요제) | Yoo Jae-suk com Tiger JK & Yoon Mi-rae (Future Liger)           | "Let's Dance" | Venceu         |
| 2009 | Olympic Expressway Music Festival (올림픽대로 듀엣가요제) | Jun Jin & Lee Jung Hyun (Charisma)                              | "Senorita" | Ouro           |
| 2009 | Olympic Expressway Music Festival (올림픽대로 듀엣가요제) | Hyung Don & Epik High (Three people pig face)                   | "Barbeque" | Prata          |
| 2009 | Olympic Expressway Music Festival (올림픽대로 듀엣가요제) | Noh Hong-chul & No Brain (Dol Brain)                            | "Heat-Stroke Sea Gull" | Bronze         |
| 2009 | Olympic Expressway Music Festival (올림픽대로 듀엣가요제) | Park Myeong-su & SNSD's Jessica (Myung-ca Drive)                | "Naengmyun" | Indicado       |
| 2009 | Olympic Expressway Music Festival (올림픽대로 듀엣가요제) | Jeong Jun-ha & After School (After Shaving)                     | "Youngkye Baeksook" | Indicado       |
| 2009 | Olympic Expressway Music Festival (올림픽대로 듀엣가요제) | Gil & YB                                                        | "I'm Cool" | Indicado       |
| 2011 | Westcoast Highway Music Festival (서해안고속도로 가요제)  | Yoo Jae-suk & Lee Juck (Sagging Snail)                          | "Apgujeong Nallari" (압구정 날라리) | Venceu         |
| 2011 | Westcoast Highway Music Festival (서해안고속도로 가요제)  | Yoo Jae-suk & Lee Juck (Sagging Snail)                          | "As I Say" |                |
| 2011 | Westcoast Highway Music Festival (서해안고속도로 가요제)  | Park Myeong-su & G-Dragon (GG) feat. Park Bom                   | "I Cheated" | Venceu         |
| 2011 | Westcoast Highway Music Festival (서해안고속도로 가요제)  | Jeong Jun-ha & Sweet Sorrow (Sweet Nasal Sorrow)                | "Will You Give Your Affection?" | Venceu         |
| 2011 | Westcoast Highway Music Festival (서해안고속도로 가요제)  | Noh Hong-chul & Psy (Cheolssa)                                  | "Shake It" | Venceu         |
| 2011 | Westcoast Highway Music Festival (서해안고속도로 가요제)  | Haha & 10cm (Sentimental Haha)                                  | "Do You Wanna Die or Date Me?" | Venceu         |
| 2011 | Westcoast Highway Music Festival (서해안고속도로 가요제)  | Gil & Bada (Sea Route)                                          | "The Song That Only I can Sing" | Venceu         |
| 2011 | Westcoast Highway Music Festival (서해안고속도로 가요제)  | Jeong Hyeong-don & Jung Jae-hyung (Parasian)                    | "The Innocent Macho" | Venceu         |
| 2013 | Free Highway Music Festival (자유로 가요제)               | Jeong Jun-ha & Kim C (Double Play) ft. Lee So Ra & Beenzino     | "Things That Will Float Away" | Quinto Lugar   |
| 2013 | Free Highway Music Festival (자유로 가요제)               | Jeong Hyeong-don & G-Dragon (Hyung Yong Don Jyeong) ft. Defconn | "Trying To Do It" | Segundo Lugar  |
| 2013 | Free Highway Music Festival (자유로 가요제)               | Yoo Jae-suk & Yoo Hee-yeol (How Do Yoo Dul) ft. & Kim Jo-han    | "Please Don't Go My Girl" | Terceiro Lugar |
| 2013 | Free Highway Music Festival (자유로 가요제)               | Park Myeong-su & Primary (Leech) ft. Gaeko do Dynamic Duo       | "I got C" O canal do YouTube da MBC havia definido inicialmente seu vídeo como privado, devido a acusações de plágio. Mais tarde, ambas as partes concordaram em compartilhar a canção. | Venceu         |
| 2013 | Free Highway Music Festival (자유로 가요제)               | Noh Hong-chul & Rose Motel (Rose Chin)                          | "Call Me Your Oppa" | Quarto Lugar   |
| 2013 | Free Highway Music Festival (자유로 가요제)               | Haha com Kiha & The Faces (Seventy Finger)                      | "Super Jab-Cho Man (Grassman)" | Oitavo Lugar   |
| 2013 | Free Highway Music Festival (자유로 가요제)               | Gil & BoA (G.A.B)                                               | "G.A.B" | Sétimo Lugar   |
| 2013 | Free Highway Music Festival (자유로 가요제)               | Todos os membros de Infinite Challenge                          | "Here We Are" | Sexto Lugar    |
| 2015 | Yeongdong Highway Music Festival (영동고속도로 가요제)    | Hwang Kwanghee & G-Dragon & Taeyang (Hwangtaeji)                | "Mapsosa" | Segundo Lugar  |
| 2015 | Yeongdong Highway Music Festival (영동고속도로 가요제)    | Park Myeong-su & IU (EU God-G isn't EU)                         | "Leon" | Primeiro Lugar |
| 2015 | Yeongdong Highway Music Festival (영동고속도로 가요제)    | Haha & Zion.T (Eutteugeottasi)                                  | "$ponsor" | Terceiro Lugar |
| 2015 | Yeongdong Highway Music Festival (영동고속도로 가요제)    | Park Myeong-su & G-Dragon (GG) feat.IU                          | "I Cheated" |                |
| 2015 | Yeongdong Highway Music Festival (영동고속도로 가요제)    | Haha                                                            | "Story of a Short Kid"(키 작은 꼬마 이야기) |                |
| 2015 | Yeongdong Highway Music Festival (영동고속도로 가요제)    | Yoo Jae-suk & Lee Juck (Sagging Snail)                          | "As I Say"(말하는 대로) |                |
| 2015 | Yeongdong Highway Music Festival (영동고속도로 가요제)    | Jeong Jun-ha & Yoon Sang of OnePiece (Sangjuna)                 | "My Life" | Sexto Lugar    |
| 2015 | Yeongdong Highway Music Festival (영동고속도로 가요제)    | Yoo Jae-suk & Park Jin-young (Dancing Genome)                   | "I’m So Sexy" | Quarto Lugar   |
| 2015 | Yeongdong Highway Music Festival (영동고속도로 가요제)    | Jeong Hyeong-don & Hyukoh (The 5 Emperors)                      | "Wonderful Barn" | Quinto Lugar   |